# Filoteusz (Narko)
Filoteusz, imię świeckie Władimir Jewdokimowicz Narko ros. Владимир Евдокимович Нарко, biał. Uładzimir Narko lub Norka, Уладзімір Еўдакімавіч Нарко  (ur. 8 lutego?/21 lutego 1905 w Zanotoczkach, zm. 24 września 1986 w Hamburgu) – białoruski duchowny prawosławny.

## Życiorys
Absolwent prawosławnego seminarium duchownego w Wilnie (1924), a następnie Studium Teologii Prawosławnej Uniwersytetu Warszawskiego (uzyskał dyplom w 1928 lub 1929). W 1928 złożył wieczyste śluby mnisze i został wyświęcony na hieromnicha. Trzy lata później metropolita warszawski i całej Polski Dionizy skierował go do Konstantynopola na uzupełniające studia teologiczne połączone z nauką języka greckiego. W 1934 otrzymał godność archimandryty. W tym samym roku metropolita warszawski powierzył mu obowiązki proboszcza parafii św. Jerzego we Lwowie oraz dziekana dekanatu małopolskiego. Następnie był wykładowcą prawosławnego seminarium duchownego w Warszawie oraz służył w soborze św. Marii Magdaleny w Warszawie. Zaliczał się do najbliższych współpracowników metropolity warszawskiego i całej Polski Dionizego. Tytuł magistra teologii uzyskał w 1937.
W czasie II wojny światowej zaangażował się w tworzenie autokefalicznego Białoruskiego Kościoła Prawosławnego (brał udział w Wszechbiałoruskim Soborze Cerkiewnym) i przyjął w jego ramach chirotonię na biskupa słuckiego (w monasterze w Żyrowiczach 23 listopada 1941), zaś w 1942 został biskupem mohylewskim i mścisławskim, następnie otrzymał godność arcybiskupa. Zwolennik budowy Białoruskiego Kościoła Prawosławnego jako Kościoła o charakterze narodowym, w swoich działaniach cieszył się poparciem okupacyjnych władz niemieckich oraz współpracujących z nimi działaczy białoruskich. Dzięki ich wsparciu 1 czerwca 1942 arcybiskup Filoteusz został faktycznym zarządcą Białoruskiego Kościoła Prawosławnego – kierujący nim do tej pory metropolita Pantelejmon (Rożnowski), chociaż nie zrzekł się godności, oddał mu pełną kontrolę nad administraturą. Filoteusz odmówił jednak pełnej realizacji postulatów białoruskich działaczy narodowych – nie zgodził się m.in. na usunięcie z parafii Kościoła duchownych narodowości rosyjskiej i zastąpienie ich Białorusinami, jak również na powołanie rady doradczej złożonej z duchownych i świeckich. Stracił wówczas poparcie działaczy białoruskich, którzy zaczęli domagać się od władz niemieckich usunięcia go z urzędu i oskarżyli go o rusyfikację życia cerkiewnego na Białorusi. Na przełomie sierpnia i września 1942 zwołał Ogólnobiałoruski Sobór, który oficjalnie proklamował autokefalię Kościoła na Białorusi i zwrócił się do zwierzchników kanonicznych Cerkwi z prośbą o jej uznanie. Wiosną 1943 arcybiskup Filoteusz ponownie przekazał metropolicie Pantelejmonowi zarząd Kościoła Białoruskiego.
W maju 1944 został rektorem seminarium duchownego w Mińsku, zaś w czerwcu tego samego roku wziął udział w II Ogólnobiałoruskim Kongresie. Natychmiast po jego zakończeniu udał się do Grodna, a następnie przez Warszawę i Sosnowiec ewakuował się do Niemiec.
W 1946 otrzymał godność biskupa heskiego, wikariusza eparchii berlińskiej i niemieckiej, w jurysdykcji Rosyjskiego Kościoła Prawosławnego poza granicami Rosji. W 1971 został ordynariuszem eparchii berlińskiej i niemieckiej. Urząd pełnił do 1982, gdy odszedł w stan spoczynku. Cztery lata później zmarł.